# Castianeira polyacantha
Castianeira polyacantha är en spindelart som beskrevs av Cândido Firmino de Mello-Leitão 1929. 
Castianeira polyacantha ingår i släktet Castianeira och familjen flinkspindlar. Inga underarter finns listade.